# Наджафов, Фахраддин Вилаяддин оглы
Фахраддин Вилаяддин оглы Наджафов (азерб. Fəxrəddin Vilayətdin oğlu Nəcəfov) — азербайджанский офицер. Национальный герой Азербайджана.

## Биография
Родился 31 марта 1967 года в городе Баку. Окончил среднюю школу номер 19 Насиминского района. В 1984 году работал на Бакинском фаянсовом заводе. С 1985 по 1987 год служил в рядах Советской армии в Архангельской области России. В 1987 году начал работать в Управлении пожарной охраны МВД Азербайджанской ССР. Обучался в это время в Харьковском пожарно-техническом училище МВД СССР. В 1990 году был назначен начальником части № 14 УПО.

### Первая карабахская война
В 1992 году с началом войны Фахреддин добровольно отправился на фронт. Первые боестолкновения лейтенанта Наджафова с противником проходили на территории Геранбойского района. В том же году Наджафов был назначен командиром подразделения одной из боевых частей на Агдамском фронте.
Во время боёв за села Джанятаг и Гюльятаг в окрестностях Мардакерта подразделение Наджафова получило задание эвакуировать азербайджанского летчика, оказавшегося на территории, контролируемой армянскими вооружёнными формированиями. Во время операции Фахреддин вместе со своими бойцами был окружен противником. После продолжавшихся несколько дней боёв отряду Наджафова удалось прорвать кольцо окружения и раненый лётчик был доставлен в госпиталь. За успешное выполнение задания Фахраддин Наджафов был повышен в звании до старшего лейтенанта и награждён денежной премией в 10 тыс. манат.
В августе 1992 года получивший нескольких ранений Фахраддин Наджафов был направлен в тыловой госпиталь на лечение. После завершения лечения вновь вернулся в зону боевых действий. 3 сентября отправился в Агдам. 4 сентября 1992 года старший лейтенант Ф. Наджафов погиб в бою в направлении села Чылдыран.

## Память

Могила Фахраддина Наджафова на Аллее Шехидов в Баку

Указом президента Азербайджанской Республики от 6 ноября 1992 года Наджафову Фахреддину Валияддин оглы было присвоено звание Национального героя Азербайджана (посмертно).
Прах Фахреддина Наджафова покоится в Аллее Шехидов. Имя героя носит школа № 266 в Насиминском районе города Баку.